# Basiliso Serrano
Basiliso Patrocinio Serrano Valero, també conegut com a "Fortuna" i "Manco de la Pesquera", fou un guerriller antifranquista. Nasqué el dimecres 15 d'abril de 1908, a les cinc de la tarda, a la casa dita "de la Cirujana” al paratge del Molinillo, al terme municipal de La Pesquera (província de Conca). Morí executat a Paterna el 10 de desembre de 1955.

## Biografia
Era el cinquè fill, el més petit, del matrimoni format pel cirurgià Francisco Serrano i Rosario Valero, originaris de la província d'Albacete però que portaven establerts ja molts anys en La Pesquera. El seu pare va morir quan tenia només un any de vida. Va treballar com a pastor, i com Miguel Hernández, escrivia versos i llegia llibres.
Quan a Espanya es va proclamar la Segona República Espanyola, Basiliso Serrano va ser membre destacat de la CNT al seu poble, impedint excessos i baralles que en altres pobles sí que es van produir. Fins als seus enemics li han reconegut sempre que va salvar moltes vides, entre elles la del sacerdot del seu poble. Pronunciant les següents paraules a la Plaça Major del seu poble "Aquí no sobra ningú, falta pa i falten braços, companys" deixant constància de la seva oposició ferma com a responsable del sindicat anarquista al fet que s'efectués cap purga ni contra destacats dretans ni contra el rector.
En esclatar la guerra civil espanyola, Basiliso va lluitar en el bàndol republicà, i en acabar la contesa va haver de fugir a la muntanya i viure allí amagat. Sabia del maltractament al que estava sotmesa la seva família per part de la Guàrdia Civil, la seva dona, la seva germana, el seu nebot Paco que va decidir anar-se a la muntanya amb ell fart de tortures i pallisses.
Es va incorporar a la guerrilla el 15 de febrer de 1946, quan es trobà casualment amb una partida. Basiliso o Fortuna (com va ser sobrenomenat dins de la guerrilla) i els seus companys van mantenir una contínua lluita contra les autoritats. Enquadrat en l'Agrupación guerrillera de Levante y Aragón (A.G.L.A.), Fortuna, àdhuc que havia militat a la CNT durant la guerra, es va adscriure al corrent polític dominant en aquesta Agrupació i al seu partit, el PCE.
El mite s'inicia quan del famós maqui que robava als rics i protegia als pobres amb el nom d'"El Manco de la Pesquera" sobrenom que li va ser donat per faltar-li alguns dits de la mà esquerra. Quan estava preparant la seva evacuació a França, va ser detingut per la Guàrdia Civil el 27 d'abril de 1952 a Cofrents (València). Conduït a la presó de València va ser jutjat i condemnat a mort el 4 de novembre de 1955. Fou afusellat les 7.15 h del 10 de desembre de 1955, a la caserna militar de Paterna (València).
Va ser enterrat en el nínxol 475 del Cementiri de Paterna. Cinquanta anys després, el 9 de desembre de 2005 es van exhumar les seves restes i el 10 de desembre de 2005 foren enterrats novament al cementiri del seu poble.